# Chinedum Peace Babalola
Chinedum Peace Babalola (nascuda Anyabuike) FAS, FAAS és un professora nigeriana de química farmacèutica i farmacocinètica. És la primera dona professora de farmàcia a la Universitat d'Ibadan, FAS i FAAS i la segona dona femenina de Nigèria. És la vicerectora titular de la Universitat de Chrisland, Nigèria.

## Estudis
Chinedum va obtenir una llicenciatura en farmàcia (B.Pharm.) El 1983, un màster en ciències químiques farmacèutiques el 1987 i un doctorat en filosofia en química farmacèutica (opció de farmacocinètica) el 1997 per la Universitat d'Ife, actual Universitat Obafemi Awolowo. Va guanyar la beca del Banc Mundial / NUC per a la formació del personal i va completar la seva beca predoctoral a la Universitat de la Colúmbia Britànica entre 1994 i 1995.
El 2012, Chinedum va obtenir un diploma de postgrau en formació avançada en farmàcia industrial (IPAT) emès conjuntament per la Kilimanjaro School of Pharmacy, Tanzània i la Universitat Purdue, EUA. El 2019 va obtenir un doctorat en farmàcia (PharmD) per la Universitat de Benín, Nigèria.

## Docència
Babalola va començar la seva carrera acadèmica com a júnior en formació / assistent de postgrau a la Universitat Obafemi Awolowo el 1985. El 1994 es va traslladar a la Universitat de Colúmbia Britànica per completar una beca predoctoral. Va passar a ser professora I del Departament de Química Farmacèutica de la Universitat Obafemi Awolowo abans d'incorporar-se a la Universitat d'Ibadan com a professora titular el 1998. Babalola es va convertir en la primera dona professora de farmàcia de la Universitat d'Ibadan a l'octubre del 2006.
Abans del seu nomenament com a vicerectora de la Universitat de Chrisland, va exercir com a primera dona degana de la Facultat de Farmàcia de la Universitat d'Ibadan (2013-2017) i com a professora adjunta al Departament de Química Farmacèutica, Facultat de Farmàcia, Olabisi. Universitat Onabanjo. Va ser directora d'estudis generals de dos mandats (2005 - 2010) Universitat d'Ibadan. És la primera farmacèutica designada com a assessora i consultora especialitzada en un hospital de Nigèria: University College Hospital (UCH), Ibadan.

## Investigació
El professor, la investigació de Babalola s'ha centrat en l'ètica de la investigació humana, la farmacogenètica, els assajos clínics, la interacció farmacològica PK / PD i les malalties no transmissibles (malaltia de cèl·lules falciformes i càncer). Va desenvolupar un nou mètode de cromatografia líquida d'alt rendiment per a l'anàlisi de la quinina en biometria. Aquest nou mètode d'anàlisi de la quinina va conduir a la dilucidació de la farmacocinètica de la quinina en els africans i va constituir la base de l'optimització de la dosi en les patents de malària. Els seus estudis de viabilitat sobre les interaccions farmacològiques i el metabolisme suggereixen una disminució de la biodisponibilitat i de l'activitat bacteriana de certs antibiòtics quan es combina amb alguns medicaments contra la malària. És una de les científiques que va informar del primer estudi farmacogenètic en pacients sans i amb cèl·lules falciformes de nigerians amb proguanil com a sonda. L'informe suggereix que alguns nigerians són portadors de gens CYP2C19 mutants i pobres metabolitzadors de medicaments.
Des del 2002 fins a la data, ha estat investigadora adjunta a l' Institut d'Investigació i Formació Mèdiques Avançades Arxivat 2020-10-30 a Wayback Machine. (IAMRAT) de la Unitat de Recerca en Genètica i Bioètica; Facultat de Medicina, Universitat d'Ibadan. Una unitat que també va dirigir entre el 2010 i el 2012.
El professor Babalola és destinatari de diverses beques, premis i subvencions. El 2011, va guanyar la beca de la Fundació MacArthur per valor de 950.000 dòlars (2012) per a l'educació superior d'educació superior, amb la qual va crear el Centre per al desenvolupament i producció de Arxivat 2021-06-13 a Wayback Machine. medicaments (CDDDP), a la Universitat d'Ibadan. Actualment, és la investigadora principal del projecte USP PQM + patrocinat per USAID sobre la promoció de la qualitat dels medicaments en LMIC a CDDDP, core-flex de la interfície d'usuari (un acord de cooperació: 160 milions de dòlars mundials).
Des que es va convertir en professora, ha supervisat centenars d'estudiants universitaris i més de 30 estudiants de postgrau (PGD, MSC, M. Phil i PhD). Té més de 150 articles acadèmics en revistes acadèmiques de renom, així com llibres, capítols de llibres, resums de conferències i monografia.

## Premis i distincions
- Premi regional Kwame Nkrumah de la Unió Africana / Premi a l'Excel·lència Científica a la Unió Africana Addis Abeba, Etiòpia (20.000 dòlars), 2019.[11]
- Membre, Acadèmia de Farmàcia de Nigèria (NAPharm), 2015[12]
- Membre, Col·legi de Farmacèutics de Postgrau de l'Àfrica Occidental (FPCPharam), 2014[cal citació]
- Membre, Acadèmia Africana de les Ciències (F AAS Arxivat 2021-07-25 a Wayback Machine.), 2013[13]
- Membre de la Pharmaceutical Society of Nigeria (F PSN Arxivat 2021-06-17 a Wayback Machine.), 2012[14]
- Membre, Acadèmia de Ciències de Nigèria (FAS Arxivat 2020-01-05 a Wayback Machine.), 2011[cal citació]
- Membre de l' Institut d'Analistes Públics de Nigèria (MIPAN)[15]
- Farmacèutic registrat, Nigèria, 1984.[4]